# جون ويلسون (سياسي بريطاني، مواليد 1941)
جون ويلسون (بالإنجليزية: John Wilson)‏ هو سياسي بريطاني، ولد في 1941. نشط حزبياً في حزب العمال.